# Nekcsei-biblia

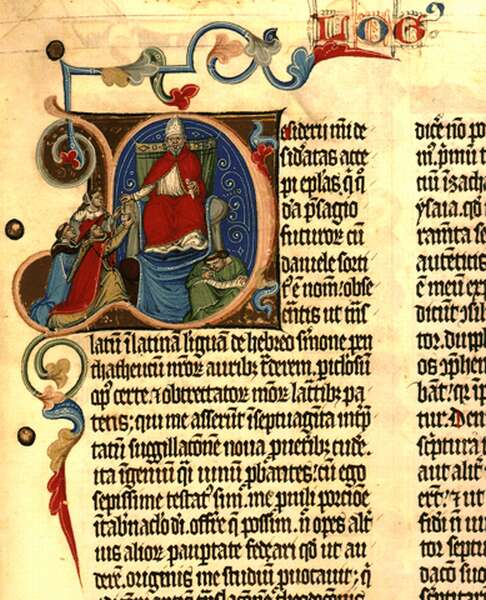
A Nekcsei-biblia egyik „D” iniciáléjában Szent Jeromost, a Vulgata szerzőjét ábrázolja

A Nekcsei-biblia kétkötetes Szentírás, a magyar Anjou-kori könyvművészet és miniatúrafestészet világviszonylatban is felbecsülhetetlen értéke. 1330 körül valószínűleg Hertul mester magyar királyi festő festette az Aba nemzetséghez tartozó Nekcsei Demeter (†1338) számára, aki I. Károly tárnokmestere volt 1315-1338 között. Ő rendelte meg - valószínűleg élete vége felé - ezt a kétkötetes Bibliát, hogy egy templomnak adományozza, mely Wehli Tünde és Dercsényi Dezső szerint a csatári pálos monostor volt (amelyet Nekcsei maga alapított azzal a szándékkal, hogy oda temetkezzen). Díszítésének stílusa a Magyar Anjou-legendáriumhoz és a Képes krónikához hasonló. Jelenlegi őrzési helye (1873 óta): Washington D. C., Library of Congress (Pre Accession I.).

## A Nekcsei-Biblia története

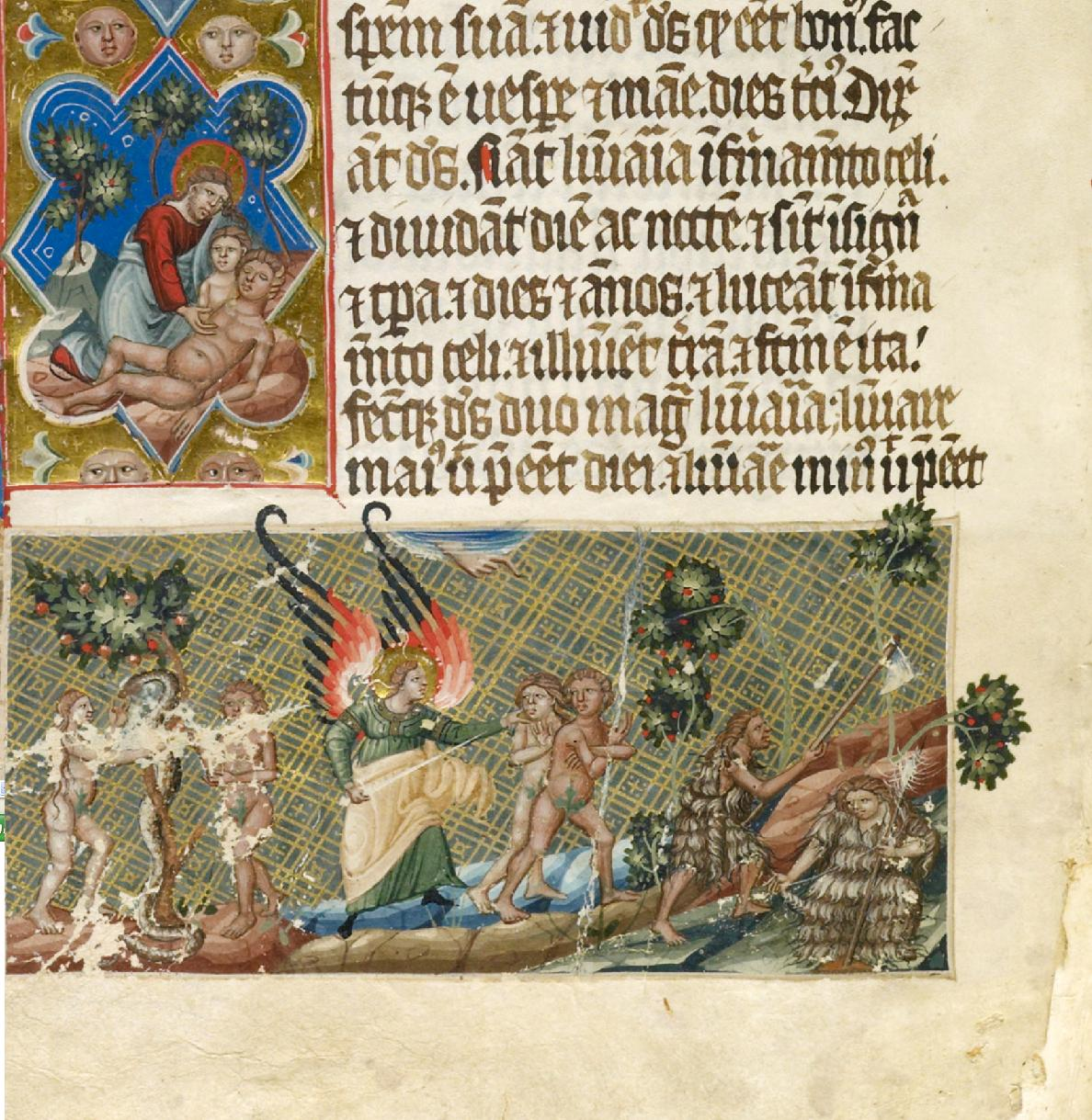
Nekcsei biblia két miniatúrája, Az ember teremtése és a Kiűzetés a paradicsomból bibliai jelenet

Jelenlegi őrzési helyére, a washingtoni Library of Congressbe 1873-ban került. Ekkor bocsátották árverésre a vagyonos angol könyvgyűjtő, Henry Perkins hagyatékát, így a Kongresszusi könyvtár 200 fontért megvásárolta a kódexet. Azóta a Nekcsei-Biblia a legbecsesebb, féltve őrzött kincseinek egyike.
Napjainkig is jelentős magyar származású műkincs lappang külföldön, melyek eredetét a mai tulajdonos azért nem tudja megállapítani, mert nem ismeri a magyar királyok, nemesek címereit (akiknek módjuk volt műtárgyakat akkoriban készíttetni). Többek között e célból jelent meg 1940-ben Dercsényi Dezső egy tanulmánya angol nyelven, amelyben Nagy Lajos király kincstárából fennmaradt emlékeket mutatta be. Még ebben az évben Miss Meta Harrsen, a New York-i Pierpont Morgan Library tudományos munkatársa jó néhány fotóval bélelt levelet küldött Dercsényinek. Ebben közölte, hogy kézirattárukban egy jelentős töredék megtalálható az akkor még Vatikáni Képes Legendáriumnak nevezett kódexnek, a washingtoni Library of Congressben pedig egy kétkötetes Bibliát őriznek, mely véleménye szerint magyar eredetű. Megemlítette azt is, hogy véleményével fordult már magyar szakemberhez, de addig csak elutasító, nemleges választ kapott. A Biblia 5. oldalán a Teremtés könyvének kezdő sorai fölött a lapszélen Nekcsei Demeter tárnokmester címere látható. Dercsényi Dezsőnek így sikerült megállapítania a Biblia megrendelőjét, készíttetőjét, amelyet a külföldi kutatás egyhangúlag elfogadott.
A Biblia magyarországi sorsa ismeretlen. Az első kötet előzéklapján I. Ferdinánd király konstantinápolyi követének, Zulemannak (Szulejmánnak) bejegyzése olvasható. Csapodi Csaba szerint Zulemant török földön ajándékozták meg a Bibliával. Ez kevésbé valószínű, noha tudjuk, hogy a törökök 1541-ben és később is nagy számú könyvet vittek el Budáról (a budai királyi várban nemcsak Mátyás király könyvtárából zsákmányoltak a törökök, hanem a palotakápolna liturgikus kódexeiből is).
A Nekcsei-Biblia két hatalmas, vaskos kötetből áll: az első 352, a második 394 pergamenlapot tartalmaz, terjedelme tehát 1492 oldal. A kódex szinte tökéletes állapotban került Washingtonba, mindössze 6 lap és a 14. századi kötés hiányzott. Mindössze az első kötet két-három lapját viselte meg az elmúlt hat és fél évszázad. Az illuminációk színei elevenen ragyognak, és hogy ezután se fakuljanak meg, a Bibliát képező két kötetet féltő gondoskodással óvják, elkülönítve tárolják, környezetében állandó hőmérsékletet és páratartalmat biztosítanak, tartós fény nem érheti.
A jelenlegi kötést Henry Perkins csináltatta. A múlt századi könyvkötő mester mindkét kötet lapjait túlságosan szorosra fűzte, megfelelő védelmet biztosítva így a kéziratnak (ez némi fejtörést okozott az 1988-as magyar hasonmás készítőinek). A Library of Congress fényképésze, aki a hasonmás kiadáshoz a színes diafelvételek készítette, minden technikai lehetőséget felhasznált arra, hogy tökéletes munkát végezzen.

## Az 1988-as magyar hasonmás kiadás
A hasonmás oldalak az eredeti nagyságában készültek (45,4x31,7 cm). 1986-ban a Helikon Kiadó akkori igazgatója, Molnár Magda ellátogatott a washingtoni Kongresszusi Könyvtárba, megtekinthette a Biblia mindkét kötetét, majd megállapodtak abban, hogy az összes illusztrált oldalt, összesen 108 lapot adnak ki hasonmás kiadásban, mivel a teljes 1492 oldal reprodukálása a költségek miatt megvalósíthatatlan. Így a Nekcsei-Biblia művészi szempontból legértékesebb, legszebb lapjai az olvasók, könyvgyűjtők, könyvtárak számára is hozzáférhetővé vált. A luxus kivitelben megjelent hasonmás különleges kötésben, tokban, az aranyfüsttel készült miniatúrákat arany színű fóliával nyomtatva.
156 (116 figurális, 40 ornamentális) kezdőbetű díszíti. Címoldalán Nekcsei címere, a teremtéstörténet, a folió bal alsó sarkában maga a megrendelő látható a feleségével. Gazdag építészeti tagolású trónuson ül Krisztus, körülötte a 12 apostol. Ha hiányzik is mellőlük az attributum, a Legendárium képecskéi alapján mindegyikük felismerhető. Krisztus lábánál tornyos, oldalkápolnás tipus modellje, előtte jellegzetes felajánló mozdulattal térdel az egyéni vonásokkal megmintázott idős Nekcsei feleségével, Garai Katalinnal s egy térdeplő angyallal. A donátor házaspár mögött Szűz Mária áll egy sienai típusú angyallal, s a neki dedikált (valószínűleg gyöngyöspatai) tipusra mutat. A trónépítmény zsámolyának négyzetes fülkéjében egy szent mellképe: a Legendáriummal való összevetés alapján Szent Demeter, a tárnokmester védőszentje. A bibliát az első három lap gazdagon díszített díszoldalain kívül egy-egy iniciálé és levelekből, indákból, palmettákból összeállított díszítmény ékesíti.